# Pombero
El pombero (segons algunes fonts, Kuarahy Jára en guaraní, encara que segons altres el pombero i el cuarahí yará serien éssers diferents; pombero ve del verb "pomberiar", 'espiar') és una criatura de la mitologia guaraní, molt popular a les regions del Paraguai, sud de Brasil i les províncies argentines de Corrientes, Chaco i Misiones. Segons Carlos Mártinez Gamba, l'origen del pombero estaria al Brasil, car no és present a la mitologia mbya. És el geni protector dels ocells.

## Descripcions
Segons les diferents versions, l'aspecte del pombero pot variar. Les més antigues, el presenten com un home alt i prim, el qual duu un barret de palla al cap i una canya a la mà. Les versions més modernes, i predominants avui en dia, el descriuen com un home gros, negre, pelut i lleig, el qual duu un barret d'ala ampla. A part d'aquestes versions més esteses, s'han recollit testimonis que el descriuen com un nan corpulent amb els peus girats 180 graus, i també com un vell amb barba llarga i blanca, barret d'ala ampla i un bastó d'or que li serveix per xiular, cosa que fa a tota hora. De tota manera, hi ha més versions encara, les quals l'afegeixen o canvien petits detalls a la seva descripció, com ara que duu una borsa en comptes d'un bastó, que a la distància sembla un capibara, etc.

## Poders
El pombero té la capacitat de transformar-se en un indi, en un tronc o en una eicòrnia. També té la possibilitat de tornar-se invisible, la qual cosa el serveix per travessar els ulls dels panys. Demanant-li un favor amb una promesa ritual de donar-li tabac, té la capacitat de tornar objectes perduts als seus amos, els quals no han d'oblidar la promesa feta si no volen ser víctimes de la venjança del pombero. No fa cap so en caminar, per la qual cosa sol anomenar-se'l Py-ragüé (peus peluts o peus emplomallats).

## Activitats malignes
Els nens els quals s'aventuren per la selva durant l'hora de la migdiada o que cacen cicàdids de nit poden ser segrestats pel Pombero. Els nens, morts o atontats, són abandonats lluny del lloc en el qual van ser segrestats. Hi ha versions les quals atribuïxen al Pombero una predilecció per la sang dels nens els quals segresta, xuclant-los la sang fins a matar-los, abandonant-los en troncs secs. Aquesta versió sol ser explicada als nens i sembla molt efectiva perquè no s'allunyin molt de les seves cases.
Té la capacitat d'hipnotitzar les dones per tal de jeure's-hi. Per aquest motiu, els fills de pare desconegut es consideren fills del Pombero.

## Activitats benignes
El pombero a més a més de protector dels ocells, és protector de les dones embarassades d'altres dones, per les quals sent especial predilecció, arribant fins i tot a enamorar-s'hi. Les protegeix romanent sota els seus llits durant la gestació, xiulant en forma gairebé imperceptible i acompanyant-les quan caminen per la selva.